# Botanitjeskij Sad
Botanitjeskij Sad (ryska: Ботанический сад), Botaniska trädgården, är en tunnelbanestation på Kaluzjsko–Rizjskajalinjen i Moskvas tunnelbana. 
Stationen invigdes 1978 och är namngiven efter Rysslands Vetenskapsakademis botaniska trädgård som ligger relativt nära (stationen Vladikino ligger dock närmare trädgårdarna). 
Stationens väggar och pelare är klädda med vit marmor. Väggarna dekoreras med konstverk i aluminium (Z. Vetrova), och taket täcks av ett rutsystem i lätt aluminiumkonstruktion. 
Stationen har två vestibuler, den södra är en rotunda ovan jord från vilken rulltrappor leder ner till stationens huvudplattform.

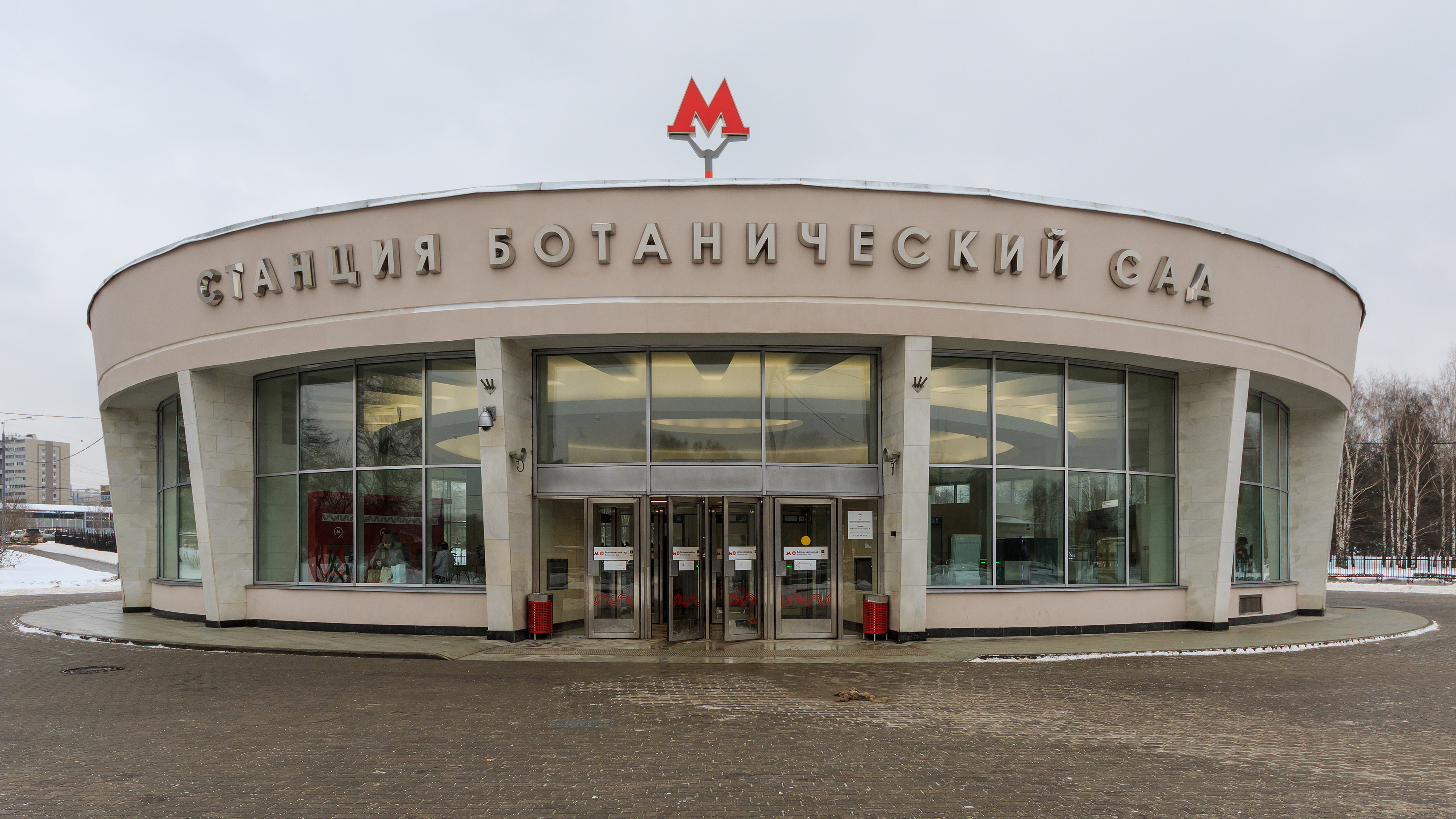
Södra vestibulen.